# Harsiese II
| R8 | U36 | D1 · Q3 | S3 | M17 | Y5 · N35 | N5 · Z1 | G5 | H8 · Z1 | X1 | Q1 |

| R8 | U36 | D1 · Q3 | S3 | M17 | Y5 · N35 | N5 · Z1 | G5 | H8 · Z1 | X1 | Q1 |

Harsiese II – Hem-neczer-Tepi-en-Amon-Re – Boski Ojciec Pierwszy Prorok Amona-Re Horus-syn-Izydy – wielki kapłan Amona-Re. Być może wnuk Harsiese I. Władzę kapłańską objął po zamieszkach, jakie wybuchły w czasie pontyfikatu syna Takelota II – Osorkona, który to w wyniku owych zamieszek zmuszony był do ucieczki z Teb i schronienia się w Nubii. Wydarzenia te miały prawdopodobnie miejsce w czasie gdy Takelot II ogłosił się królem w Tebaidzie na około trzy lata przed końcem panowania Osorkona II w Tanis. Po około 10 latach wygnania Osorkon podjął próbę powrotu do Teb i odzyskania tronu pontyfikalnego, jednakże ponownie zmuszony został do ucieczki w wyniku na nowo rozgorzałych gwałtownych zamieszek. Władzę kapłańską nadal utrzymywał Harsiese, sprawując ją niejako w "zastępstwie" Osorkona. Prawdopodobny jest znaczący jego wpływ na objęcie władzy w Tebaidzie przez Padibasteta, założyciela XXIII dynastii wywodzącej się z Leontopolis, co może wskazywać na uzyskanie rzeczywistej samodzielnej władzy kapłańskiej dopiero po śmierci Osorkona.
Imię Harsiese wzmiankowane jest kilkakrotnie w tekstach stanowiących zapis poziomu wylewów Nilu w Karnaku.
W czasie jego pontyfikatu władzę sprawowali:
- Osorkon – na uchodźstwie w Nubii.
- Takelot II – w Tanis.
- Szeszonk III – następca Takelota.
- Padibastet – w Leontopolis, później w Tebaidzie.